# NGC 5452
NGC 5452 is een balkspiraalstelsel in het sterrenbeeld Kleine Beer. Het hemelobject werd op 20 december 1797 ontdekt door de Duits-Britse astronoom William Herschel.

## Synoniemen
- UGC 8867
- MCG 13-10-14
- ZWG 353.28
- PGC 49426